# Liste der britischen Kavallerieregimenter der Frühen Neuzeit
Die vorliegende Liste der britischen Kavallerieregimenter der Frühen Neuzeit kann nur willkürlich mit den napoleonischen Kriegen enden. Eine Zäsur, wie sie die brandenburg-preußische Armee auf Grund ihrer Kapitulation 1806 erfuhr, gab es nicht. Die britische Armee steht bis heute in einer beispiellosen Kontinuität. Die Übersicht endet hier mit dem Frieden von Amiens 1804. Seit dem 17. Jahrhundert wurde eine Vielzahl von temporär existierender Regimenter aufgestellt, meist aus Anlass von Feldzügen. Sie sind noch nicht Bestandteil dieser Übersicht.

## Erläuterung der Systematik
Bis weit in das 18. Jahrhundert wurden die britischen Regimenter nach ihren Regimentschefs bezeichnet. 1747 legte eine königliche Verfügung eine Nummerierung nach dem Anciennitätsprinzip fest (als „Army list 1751“ bezeichnet). Diese Liste legte die Reihenfolge nach Alter und in Abweichung davon nach Rang fest. Die Nummerierung wurde aber erst in den letzten Jahrzehnten auf des 18. Jahrhunderts für die Regimentsbezeichnungen genutzt. Sie hatte noch bis in das 20. Jahrhundert ihre Gültigkeit. Vielfach wurde die Nummerierung geändert, da ganze Regimenter aufgelöst wurden. Die Nummerierung für die Frühe Neuzeit wurde hier deshalb auf 1760 festgelegt. Regimenter, die zwischen 1747 und 1760 aufgelöst wurden erhalten den Zusatz „alt“. Regimenter, die vor 1747 aufgelöst wurden erhalten keine Nummer. Zusätzlich zu den Nummerierungen wird den unten stehenden Regimentern das Gründungsjahr hinzugefügt. So soll eine Vergleichbarkeit erleichtert werden. Diese Nummerierung folgt konsequent den Aufstellungen von Tessin. Wurden in einem Jahr mehrere Regimenter gegründet, fügte Tessin eine zweite Ziffer hinzu (z. B. „1759/9“ = neuntes Regiment, das im Jahre 1759 aufgestellt wurde). Es folgen die Namen der Regimentschefs bzw. der Name (ggf. Name des Kommandeurs).
Bedeutung der verwendeten Zeichen: „*“ = Gründung, „†“ = Auflösung, „<“ = Herkunft, „>“ = Verbleib.

## Regimenter nach Stammliste Nummerierung Stand 1760
Die nachfolgende Liste gibt die Garden und Regimenter am Ende der Regierung von König Georg II. wieder.

### Horse Guards
Die Gardekavallerie geht auf mehrere zwischen 1658 und 1664 gegründete royalitische Kompanien (Troops) zurück, von denen 1760 noch zwei bestanden.
- 1st Troop of Horse Guards Tessin: 1658

*1658 errichtet als 1st (His Majesty’s Own) Troop of Horse Guards > 1788 1st Regiment of Life Guards > 1804
- 2nd Troop of Horse Guards Tessin: 1659

*1659 errichtet  als Monck’s Life Guards – 1660 3rd (The Duke of Albemarle’s) Troop of Horse Guards – 1661 3rd (The Lord General’s) Troop of Horse Guards – 1670 2nd (The Queen’s) Troop of Horse Guards > 1788 2nd Regiment of Life Guards > 1804
Den Troops of Horse Guards wurden je ein Troop berittener Grenadiere (Horse Grenadier Guards) beigefügt, von denen 1760 noch zwei Troops bestanden. 1788 wurden jeweils einer der beiden Troops der Horse Guards und Horse Grenadier Guards einem Regiment of Life Guards verschmolzen.
- 1st Troop of Horse Grenadier Guards

*1687 errichtet > 1788 1st Regiment of Life Guards > 1804
- 2nd Troop of Horse Grenadier Guards

*1702 errichtet > 1788 2nd Regiment of Life Guards > 1804

### Royal Horse Guards
Eine besondere Stellung zwischen den Horse Guards und den normalen Regiments of Horse stellten die Royal Horse Guards (die “Heavies” oder die “Blues”) genannt, dar. Sie wurden erst 1820 zu regulären Horse Guards. Bis dahin führten die “Blues” keine Nummer.
- Royal Regiment of Horse Guards Tessin: 1661/1

*1661 errichtet als Earl of Oxford’s Regiment of Horse – 1750 Royal Regiment of Horse Guards > 1804

### Regiments of Horse
1760 wurden nur vier Kavallerieregimenter als Regiment of Horse bezeichnet. Aus zuvor acht Regiments of Horse (einschließlich der Royal Horse Guards) wurden vier Regimenter zu Dragoon Guards umklassifiziert und entsprechend nummeriert. Es verblieben:
- 1st Regiment of Horse Tessin: 1685/4

*1685 errichtet als Earl of Arran’s Regiment of Cuirassiers – 1746 1st Regiment of Horse – 1788 4th (Royal Irish) Dragoon Guards > 1804
- 2nd Regiment of Horse Tessin: 1685/5

*1685 errichtet als Earl of Shrewsbury’s Regiment of Horse – 1746 2nd Regiment of Horse – 1788 5th Regiment of Dragoon Guards > 1804 5th (Princess Charlotte of Wales’s) Dragoon Guards
- 3rd Regiment of Horse Tessin: 1685/6

*1685 errichtet als Queen Dowager’s Regiment of Horse – 1690 8th Regiment of Horse – 1692 The King’s Regiment of Carabineers – 1751 3rd Regiment of Horse – 1756 3rd Regiment of Horse (Carabiniers) – 1788 6th Regiment of Dragoon Guards > 1804
- 4th Regiment of Horse Tessin: 1688/1

*1688 errichtet als Lord Cavendish’s Regiment of Horse – 1690 9th Regiment of Horse – 1694 8th Regiment of Horse –1746 4th Regiment of Horse – 1788 7th (The Princess Royal’s) Dragoon Guards > 1804

### Regiments of Dragoon Guards
1746 wurden drei Regimenter von Regiment of Horse in Dragoon Guards umbenannt, um deren Sold halbieren zu können. Die Zusatzbezeichnung Guards diente der Rangerhaltung.
- 1st Regiment of Dragoon Guards Tessin: 1685/1

*1685 errichtet als Queen’s Regiment of Horse – 1746 1st King’s Regiment of Dragoon Guards > 1804
- 2nd Regiment of Dragoon Guards Tessin: 1685/2

*1685 errichtet als Peterborough’s Regiment of Horse – 1746 2nd Queen’s Regiment of Dragoon Guards > 1804
- 3rd Regiment of Dragoon Guards Tessin: 1685/3

*1685 errichtet als Earl of Plymouth’s Regiment of Horse – 1746 3rd Regiment of Dragoon Guards > 1804

### Regiments of Dragoons
Dragonerregimenter (Dragoons) wurden schon 1685 unter Jakob II. gebildet. Zeitweise über 14 Regimenter wurden sie im 18. Jahrhundert stetig abgebaut und in sog. Leichte Dragonerregimenter (Light Dragoons) umgewandelt. 1799 waren es nur noch fünf Regimenter.
- 1st Regiment of Dragoons Tessin: –

*1661 errichtet als Tangier Horse – 1683 King’s Own Royal Regiment of Dragoons – 1751 1st Royal Dragoons > 1804
- 2nd Regiment of Dragoons Tessin: 1681

*1681 errichtet als Royal Regiment of Scots Dragoons / His Majesty’s Regiment of Dragoons – 1702 Grey Dragoons – 1737 Royal Regiment of North British Dragoons – 1751 2nd (Royal North British) Regiment of Dragoons > 1804
- 3rd Regiment of Dragoons Tessin: 1685/7

*1685 errichtet als Duke of Somerset’s Dragoons – 1694 Queen Consort’s Dragoons – 1714 King’s Dragoons – 1751 3rd (King’s Own) Dragoons > 1804
- 4th Regiment of Dragoons Tessin: 1685/8

*1685 Princess Anne of Denmark’s Dragoons – 1751 4th Dragoons – 1788 4th (Queen’s Own) Dragoons > 1804
- 5th Regiment of Dragoons Tessin: 1689/3

*1661 errichtet als James Wynne’s Dragoons – 1704 Royal Dragoons of Ireland – 1751 5th Dragoons – 1756 5th (or Royal Irish) Regiment of Dragoons †1799 (Meuterei, Nummer blieb bis 1858 unbesetzt)
- 6th Regiment of Dragoons Tessin: 1689/4

*1689 errichtet als Cunningham’s Dragoons – 1751 6th (Inniskilling) Dragoons > 1804
- 7th Regiment of Dragoons Tessin: 1715/1

*1690 errichtet als Queen’s Own Dragoons †1714 *1715 wiedererrichtet als Princess of Wales’s Own Dragoons – 1727 Queen’s Own Dragoons – 1751 7th (Queen’s Own) Dragoons – 1783 7th (or Queen’s Own) Regiment of (Light) Dragoons > 1804
- 8th Regiment of Dragoons Tessin: 1715/2

*1690 errichtet als Cunningham’s Dragoons (1693/1) †1714 *1715 wiedererrichtet als Pepper’s Dragoons †1716 *1719 wiedererrichtet als Bowles’s Dragoons – 1751 8th Dragoons – 1775 8th Light Dragoons – 1777 8th (The King’s Royal Irish) Regiment of (Light) Dragoons > 1804
- 9th Regiment of Dragoons Tessin: 1715/3

*1715 errichtet als Wynne’s Dragoons – 1751 9th Dragoons – 1783 9th Regiment of (Light) Dragoons > 1804
- 10th Regiment of Dragoons Tessin: 1715/4

*1715 errichtet als Gore’s Dragoons – 1751 10th Dragoons – 1783 10th (Prince of Wales’s Own) Regiment of (Light) Dragoons > 1804
- 11th Regiment of Dragoons Tessin: 1715/5

*1715 errichtet als Honeywood’s Dragoons – 1751 11th Dragoons – 1783 11th Regiment of (Light) Dragoons > 1804
- 12th Regiment of Dragoons Tessin: 1715/6

*1715 errichtet als Bowles’s Dragoons – 1751 12th Dragoons – 1768 12th (The Prince of Wales’s) Regiment of (Light) Dragoons > 1804
- 13th Regiment of Dragoons Tessin: 1715/7

*1715 errichtet als Munden’s Dragoons – 1751 13th Dragoons – 1783 13th Regiment of (Light) Dragoons > 1804
- 14th Regiment of Dragoons Tessin: 1715/8

*1715 errichtet als Dormer’s Dragoons – 1751 14th Dragoons – 1776 14th Regiment of (Light) Dragoons – 1798 14th (The Duchess of York’s Own) Regiment of (Light) Dragoons > 1804

### Regiments of Light Dragoons
Vor allem im Siebenjährigen Krieg wurden zunehmend leichte Truppen u. a. für den Kleinkrieg benötigt. Großbritannien verzichtete dabei auf die Aufstellung von Husarenverbänden, sondern führte die sog. Leichten Dragoner (Light Dragoons) ein. Die Nummerierung führte aber die der Dragoons fort.
- 15th Regiment of Light Dragoons Tessin: 1759/1

*1759 errichtet als 15th (or Light) Regiment of Dragoons – 1760 15th Regiment of (Light) Dragoons – 1766 1st (or The King’s Royal) Regiment of Light Dragoons – 1769 15th (The King’s) Regiment of (Light) Dragoons > 1804
- 16th Regiment of Light Dragoons Tessin: 1759/2

*1759 errichtet als 16th Regiment of (Light) Dragoons – 1766 2nd (or The Queen’s) Regiment of (Light) Dragoons – 1769 16th (or The Queen’s) Regiment of (Light) Dragoons > 1804
- 17th Regiment of Light Dragoons Tessin: 1759/3

*1759 errichtet als 17th Regiment of (Light) Dragoons †1763
- 18th Regiment of Light Dragoons Tessin: 1759/4

*1759 errichtet als 18th Regiment of (Light) Dragoons – 1763 17th Light Dragoons – 1766 3rd Light Dragoons – 1769 17th Light Dragoons > 1804
- 19th Regiment of Light Dragoons Tessin: 1759/5

*1759 errichtet als 19th Regiment of (Light) Dragoons – 1763 18th Light Dragoons – 1766 4th Light Dragoons – 1769 18th Light Dragoons > 1804
- 20th Regiment of Light Dragoons Tessin: 1760/1

*1760 errichtet als 20th (Inniskilling) Light Dragoons †1763
- 20th Regiment of Light Dragoons Tessin: 1779/1

*1779 errichtet als 20th Light Dragoons †1783
- 21st Regiment of Light Dragoons Tessin: 1760/2

*1760 errichtet als 21st Light Dragoons (Royal Forresters) †1763
- 21st Regiment of Light Dragoons Tessin: 1779/2

*1779 errichtet als 21st Regiment of (Light) Dragoons †1783
- 21st Regiment of Light Dragoons Tessin: 1794/1

*1794 errichtet als 21st Regiment of (Light) Dragoons > 1804
- 22nd Regiment of Light Dragoons Tessin: 1779/3

*1779 errichtet als 22nd Regiment of (Light) Dragoons †1783
- 22nd Regiment of Light Dragoons Tessin: 1794/2

*1794 errichtet als 22nd Regiment of (Light) Dragoons †1802
- 23rd Regiment of Light Dragoons Tessin: 1781

*1781 errichtet als 23rd Regiment of (Light) Dragoons – 1783 19th Regiment of (Light) Dragoons > 1804
- 23rd Regiment of Light Dragoons Tessin: 1794/3

*1794 errichtet als 23rd Regiment of (Light) Dragoons †1802
- 24th Regiment of Light Dragoons Tessin: 1794/4

*1794 errichtet als 24rd Regiment of (Light) Dragoons †1802
- 25th Regiment of Light Dragoons Tessin: 1794/5

*1794 errichtet als 25th Regiment of (Light) Dragoons – 1794 22nd Regiment of (Light) Dragoons > 1804
- 26th Regiment of Light Dragoons Tessin: 1795/1

*1795 errichtet als 26th Regiment of (Light) Dragoons – 1803 23rd Regiment of (Light) Dragoons > 1804
- 27th Regiment of Light Dragoons Tessin: 1795/2

*1795 errichtet als 26th Regiment of (Light) Dragoons – 1803 24th Regiment of (Light) Dragoons > 1804
- 28th Regiment of Light Dragoons Tessin: 1795/3

*1795 errichtet als 28th (Duke of York’s Own) Regiment of (Light) Dragoons †1802
- 29th Regiment of Light Dragoons Tessin: 1795/4

*1795 errichtet als 29th Regiment of (Light) Dragoons – 1803 25th Regiment of (Light) Dragoons > 1804
- 30th Regiment of Light Dragoons Tessin: 1794/6

*1794 errichtet als 30th Regiment of (Light) Dragoons †1796
- 31st Regiment of Light Dragoons Tessin: 1794/7

*1794 errichtet als 31st Regiment of (Light) Dragoons †1796
- 32nd Regiment of Light Dragoons Tessin: 1794/8

*1794 errichtet als 32nd Regiment of (Light) Dragoons †1796
- 33rd Regiment of Light Dragoons Tessin: 1794/9

*1794 errichtet als 33rd Regiment of (Light) Dragoons †1796